# Lophaster quadrispinus
Lophaster quadrispinus is een zeester uit de familie Solasteridae.
De wetenschappelijke naam van de soort werd in 1923 gepubliceerd door Hubert Lyman Clark.